# گوردون اسپرت
گوردون اسپرت (انگلیسی: Gordon Sheer؛ زادهٔ ۹ ژوئن ۱۹۷۱) لژسوار اهل ایالات متحده آمریکا است.